# Skovsbo (Fuglsbølle Sogn)
 For alternative betydninger, se Skovsbo. (Se også artikler, som begynder med Skovsbo)
Skovsbo er en gammel gård på Langeland, som nævnes første gang i 1464 i et landstingsvidne. Gården ligger i Fuglsbølle Sogn, Langelands Sønder Herred, Langeland Kommune. Hovedbygningen er opført i 1835 og ombygget i 1877.
Skovsbo Gods er på 153 hektar.

## Ejere af Skovsbo
- (1464-1479) Bonde Nielsen
- (1479-1500) Nis Jensen
- (1500-1521) Ukendt Ejer
- (1521-1551) Peder Lauridsen Straale Steensen
- (1551-1578) Otto Pedersen Straale Steensen
- (1578) Regitze Lauridsdatter Grubbe gift (1) Steensen (2) Baad (3) Pentz
- (1578-1608) Kjeld Baad
- (1608-1610) Regitze Lauridsdatter Grubbe gift (1) Steensen (2) Baad (3) Pentz
- (1610-1629) Ulrik Pentz
- (1629-1640) Bernt Petersen von Deden
- (1640-1660) Karen Rudbeksdatter Pors gift von Deden
- (1660-1690) Rudbek Berntsen von Deden
- (1690) Hilleborg Jørgensdatter Grubbe gift von Deden
- (1690-1704) Bernt Frederik Rudbeksen von Deden
- (1704) Mette Margrethe Sehested gift von Deden
- (1704-1706) Christopher Radeleff
- (1706-1726) Niels Hansen
- (1726-1733) Birgitte Sophie Olufsdatter gift Hansen
- (1733) Birgitte Sophie Prag gift (1) Hansen (2) Schalck
- (1733-1742) Johan Otto Hansen
- (1742-1744) Birgitte Sophie Prag gift (1) Hansen (2) Schalck
- (1744-1765) Poul Henrik Schalck
- (1765-1767) Birgitte Sophie Prag gift (1) Hansen (2) Schalck
- (1767) Henricha Christine Wilhelmine Poulsdatter Schalck gift Hansen
- (1767-1779) Niels Jørgensen Hansen
- (1779-1807) Frederik Christian Jørgensen Hansen
- (1807-1820) Johan Otto Hansen
- (1820) Christen Hansen
- (1820-1871) Jeppe Krogsgaard Pilegaard
- (1871-1898) Julius Alexius Pilegaard
- (1898-1909) Constance Sophie Graae gift Pilegaard
- (1909-1914) Julius Constantin Pilegaard Graae
- (1914-1916) Sigrid Sibbern Wilhelmsdatter Køhler gift Graae
- (1916-1955) Knud Johannes Edward Kromphardt
- (1955-1980) Ove C. Kromphardt
- (1980-1998) Erik Kromphardt
- (1998-) Henrik Oldenbjerg

|  | Denne artikel om en bygning eller et bygningsværk kan blive bedre, hvis der indsættes et (bedre) billede. Du kan hjælpe ved at afsøge Wikimedia Commons for et passende billede eller lægge et op på Wikimedia Commons med en af de tilladte licenser og indsætte det i artiklen. |